# 虛擬組織
虛擬式組織（Virtual Organization）指的是沒有真實地理位置的總部中心，而是藉由各類電信科技而存在的公司、非營利組織、教育機構或是其他有生產價值的社會組織。

## 敘述
它的敘述不同於網路式組織，它在一個全球廠商漸增的狀態下，呈現一種新的年代資訊、夥伴關係、和外包的安排。
虛擬式組織需要一個強大的資訊系統平台。它的結合快速是為了要開發變化快速的新機會，它在公司裡是一個短暫的網絡。合夥人在虛擬式組織一起共享成本、技術和接近國際市場。每一個合夥人在組織中提供自己最優秀的核心能力。

## 特性
- 資訊網路可以幫助在遠方的公司及企業結合，然後從開始到結束都工作在一起，合夥人在經濟契約上快速加速了聯結。
- 合夥人將是較少正式的、較少固定的、但較多機會的。一群公司聚集在一起去面對特別的市場機會，一旦需要結束關係就拆夥。
- 新的組織模式給了公司傳統疆界新的定義。更多的合作關係在競爭者、供應商、和消費者，這使得很難分辯一間公司的開始與結束。
- 以上的關係使得公司比以前更需要較多的相互依賴和信賴。他們稱這種關係叫「codestiny」，這指出每一個合夥人需要相互依賴彼此。
- 因為每一個合夥人都在自己的核心競爭力上做最大的努力。所以有可能去創造一個「什麼都做最好」的組織。每一個功能和過程都可用以下的字句來簡述—個別公司是不可能完成事情的重要地，虛擬式組織可幫助在全球經濟競爭。在組織中的結盟和合夥可以延伸到世界各地，空間與短暫的依賴關係輕易地超越了疆界，而其彈性使其能快速在全球市場上取得優勢機會。為了避免分裂和達到效果，其領導的虛擬式組織必須分享遠景、品牌，最重要的是高信任的文化。

## 參照
- 社會組織